# Tuhuppiya
Tuhuppiya o Tuhpiya fou una comarca i probablement ciutat hitita situada a l'est de Kanish. Quan els kashka es van apoderar temporalment de Durmitta vers els 1300 aC, van atacar la zona des aquesta ciutat.